# Järnvägsbranschens samverkansforum
Järnvägsbranschens samverkansforum (JBS) är en branschorganisation av järnvägsaktörer i Sverige med syfte att bidra i utvecklingen av det svenska järnvägssystemet . Arbetet bedrivs i fem år till 2021, då en utvärdering skall ske för att bedöma om en eventuell fortsättning.[uppföljning saknas]

## Initiativ
Bland initiativ finns :
- Tillsammans för tåg i tid (TTT) som är ett arbete för att öka punktligheten i tågtrafiken.
- Marknadsanpassad planering av kapacitet (MPK) som är ett projekt där DET utvecklas nya sätt för att frigöra kapacitet.
- Stärkt branschsamverkan som syftar till att ha en effektivare samverkan mellan Trafikverket och järnvägsaktörer.